# Sueco obligatorio en Finlandia
En las escuelas finlandesas, el sueco es una asignatura obligatoria, del mismo modo que el finés para los suecófonos fineses. La asignatura se llama "toinen kotimainen kieli" en finés y "andra inhemska språket" en sueco ("la otra lengua vernácula"); así mismo, ambos son obligatorios en institutos de educación secundaria (para alumnos de séptimo a noveno curso, desde los 13-14 a los 15-16 años de edad), en la formación profesional y en algunas escuelas universitarias. Además, todos los graduados universitarios finófonos deben demostrar cierto dominio de sueco (el denominado "sueco de funcionario"). Por otra parte, se estima que un 92% de la población tiene como lengua materna el finés y un 5,5% el sueco.

## Estatus legal
Según el Artículo 14 de la Constitución de Finlandia, el sueco y el finés son lenguas reconocidas oficialmente y el estado garantiza su uso y enseñanza. En ambos idiomas se publicarán leyes y se hará la instrucción militar. Por otra parte, el estado debe servir a los ciudadanos en su lengua materna, ya sea sueco o finés.

## Detalles
En la Finlandia Continental, tanto el sueco como el finés son lenguas oficiales y obligatorias para los alumnos de primaria y secundaria. El examen de sueco "Arbitur" (calificación otorgada por  algunas escuelas preparatorias universitarias) es ahora voluntario aunque todos los graduados universitarios deben tener cierto nivel de sueco que les pueda servir para aprobar el "examen de sueco para funcionariado".
Para el Partido Popular Sueco, el uso y la enseñanza del sueco es una de sus principales prioridades.
En la región finesa autónoma de las Islas de Åland (con una población de 28.000 habitantes en la que el 95% son suecófonos y el 5% finófonos), la única lengua oficial es el sueco, existiendo incluso tratados internacionales para mantener hasta cierto punto esa lengua como la única lengua oficial.
El sueco es lengua oficial en Finlandia como resultado de su anexión a Suecia en el año 1200. Además, hubo una importante migración sueca a Finlandia durante la Edad Media. En aquella época, el finés fue arrinconado por la burguesía sueca y no se reconoció como lengua oficial hasta el año 1860 durante el periodo ruso (1809-1917).
Quienes apoyan la obligatoriedad del sueco argumentan que acerca a Finlandia al resto de países nórdicos, ya que este idioma es similar e inteligible al danés noruego. Por otro lado, el finlandés pertenece al grupo de lenguas ugro-finesas. Además el estudio de sueco facilitaría el aprendizaje de otras lenguas germánicas como el inglés o el alemán y sería necesario para interactuar con la población suecófona en su lengua materna.

## Historia
El área que ocupa actualmente Finlandia formaba parte de la llamada Suecia verdadera, la cual existió desde la Edad Media hasta el fin de la Guerra Finlandesa en 1809. Los inmigrantes suecos se establecieron en la costa, teniendo como lengua oficial el sueco (declarada la única oficial de Finlandia por la Corona sueca). Esto llevó a muchos finófonos a aprender sueco para mejorar su estatus social en detrimento a veces del finés.
Al final de la guerra, Suecia cedió Finlandia a Rusia y el gobierno ruso instituyó el Gran Ducado de Finlandia, colocando a un gobernador general ruso como máxima autoridad del mismo. Este último siguió manteniendo muchas políticas, como el sueco como única lengua oficial o el alto estatus de la burguesía suecófona. Sin embargo, durante la década de 1860, el zar Alejandro II ordenó ir introduciendo la cooficialidad entre el sueco y el finés y más tarde se abolieron los privilegios de los estamentos privilegiados, instaurándose un gobierno basado en el sufragio universal (antes de que Finlandia se independizara en 1917).

## Situación actual
En los años 1960, se implantó un curso introductorio de sueco a alumnos de educación primaria como parte del proceso de modernización del sistema educativo. Hasta entonces, solo había dichas enseñanzas en la educación secundaria o superior. En la primera, todos los alumnos escogen dos lenguas extranjeras. Una de ellas ha de ser obligatoriamente una de las lenguas oficiales del país (sueco o finlandés) y la otra se escoge entre alemán, inglés, francés u otras diferentes (la gran mayoría escoge el idioma inglés). Además, existe la posibilidad de elegir una tercera lengua (el 44 % prefiere el alemán y un 21 %, francés).
Los servicios administrativos en Finlandia se ofertan en ambas lenguas desde el siglo XIX y teóricamente los empleados públicos dominan el finés y el sueco. Las reformas en este sentido se establecieron para fortalecer los vínculos con Occidente a través Escandinavia y así demostrar que Finlandia es parte de los países nórdicos (no del Bloque Oriental). Además, se intentaba favorecer la movilidad, haciendo que ningún ciudadano tuviera problemas para solicitar puestos de trabajo por no saber un determinado idioma. Todo esto se debe a razones pedagógicas y políticas: apenas ha habido intercambio cultural entre Finlandia y Rusia en los siglos XX y XXI y no hubo buenas relaciones entre los países desde la guerra civil finlandesa (1918) y durante la Segunda Guerra Mundial (1939-1944).
Por otro lado, el objetivo de la Unión Europea de impartir al menos dos lenguas (además de la lengua vernácula) también ha sido motivo para defender la enseñanza del sueco en la nación.

## Estudios y encuestas
Se han realizado varios estudios sobre las opiniones a favor o en contra de la obligatoriedad del sueco. Las grandes diferencias entre los estudios ilustran los problemas en abordar el tema desde un punto de vista amplio y neutral. Además, muchos de estos estudios han sido sufragados por organizaciones que tienen ya una visión partidista del tema.
Entre 1990 y 2003, "Taloustutkimus Oy" (empresa finlandesa de investigación de mercado fundada en 1971) dirigió un conjunto de más de diez estudios para "Suomalaisuuden liitto", una organización que se opone al sueco obligatorio. Según esos estudios, el 66-72% de los finlandeses estaban "a favor de una educación voluntaria del sueco o contra una educación obligatoria del sueco" [cita requerida]
En 1992, la publicación "Valitut Palat" concluyó que el 90% de los padres con hijos en tercer o cuarto curso "apoyaban una reducción de la obligatoriedad de las lenguas" (solo el sueco y el finés son obligatorios).[cita requerida] En otro estudio de la misma publicación en 2003, un 64% "se oponía a la obligatoriedad del sueco y un 25 % no quería tener dos lenguas oficiales".
Años más tarde, otra investigación de 1997 efectuada por "Folktinget" (organización política que representa a los hablantes de sueco de Finlandia), concluía que "el 70% de los finófonos consideraban que el sueco era una parte importante de la sociedad finlandesa. Además, indicaba que las opiniones más críticas contra la obligatoriedad del sueco se encontraban entre los que tenían títulos académicos".
En el año 2000, un estudio de la "AIEL", reveló que "el 67% de los alumnos de escuelas finófonas querían tener el sueco como asignatura voluntaria y que los alumnos más volcados en la política eran los más críticos contra la suecofonía".
En 2003, una publicación del "Suomen Gallup", concluía que "mientras una pequeña mayoría apoyaba la enseñanza obligatoria de una segunda lengua nacional, otro 42% no la deseaba y un 25 % de los suecos no querían que el sueco y el finlandés siguieran siendo las lenguas oficiales de Finlandia". Este estudio lo financió YLE, el ente público de radio y televisión de Finlandia.

## Opiniones

"Fuera el sueco obligatorio", logo de una campaña en contra de su obligatoriedad. En él, se tira a la basura una "å", letra propia del alfabeto sueco.

En muchos casos, los alumnos tienen dificultades para aprender sueco, lo cual hace que tengan una actitud negativa con respecto a la lengua y la cultura suecas. Esta actitud se remonta a la época donde Finlandia era parte de Suecia y el sueco, una lengua de prestigio, mientras el gobierno despreciaba el finés. Además, el hecho de que el sueco sea obligatorio en toda Finlandia (incluso en zonas donde hay pocos suecófonos o poco contacto entre ellos), es considerado por muchos como un bilingüismo artificial. Pero aun así se sigue manteniendo la asignatura en los planes de estudio. 
Según un estudio de 2002, los estudiantes fineses estaban interesados en aprender sueco (lo consideraban una parte importante de su educación) pero les desmotivaba que fuera obligatorio. La idea de hacer voluntario el examen de sueco para ingresar a la universidad (ya que su dominio es de facto un requerimiento universitario) tuvo mucho éxito: el 88% de los estudiantes lo realizaron voluntariamente. [cita requerida].  
Existe asimismo cierta controversia con la metodología de enseñar sueco y la escasa competencia lingüística de muchos profesores. Esto se atribuye al hecho de que muchos estudiantes no están motivados para aprender la lengua y solo alcanzan un nivel muy básico de la misma. Algunos alumnos argumentan que no van a necesitar el sueco, ya que su utilidad en el mercado laboral finlandés se concentraría en pocos campos; quienes rebaten este argumento defienden que su aprendizaje es necesario para una mayor cultura general básica. [cita requerida]. Además los recursos empleados en el aprendizaje obligatorio de sueco son cuantiosos, ya no solo por los costes directos, sino también porque hay quienes argumentan que la obligatoriedad del sueco desplaza la enseñanza de otras lenguas que podrían ser más útiles en un mundo globalizado, como el alemán, el francés o el ruso. [cita requerida]. 
Los sentimientos hacia el sueco varían mucho. Varios políticos (tanto suecófonos como finófonos) defienden su obligatoriedad en las escuelas. De hecho, ha habido intentos de eliminar el sueco obligatorio de las escuelas, pero hasta la fecha no han tenido mucho impacto, pues el apoyo político a las clases de sueco obligatorias sigue siendo muy importante. [cita requerida]
Los partidos políticos que apoyan el sueco obligatorio son  Partido de la Coalición Nacional, Partido del Centro, Partido Socialdemócrata de Finlandia, y la Alianza de Izquierdas. Sin embargo, el gobierno desestimó hacer el examen de sueco (o finlandés para la minoría suecófona) en la reválida de secundaria.